# پسکم
پسکم {{ازبکی|Pskem) یک رود در ازبکستان است که در ولایت تاشکند واقع شده‌است.